# Lacon spurcus
Lacon spurcus es una especie de escarabajo del género Lacon, tribu Agrypnini, familia Elateridae. Fue descrita científicamente por Candèze en 1874.
Se distribuye por Asia: Tailandia. La longitud del cuerpo es de aproximadamente 25,5 milímetros. Es de color marrón opaco con pelaje en el cuerpo.